# تيريزا رييرا
تيريزا رييرا مادوريل (بالإسبانية: María Teresa Riera Madurell)‏ (من مواليد 13 أكتوبر 1950 في برشلونة) سياسية إسبانية عملت كعضو في البرلمان الأوروبي من 2004 حتى 2014. وهي عضو في الحزب الاشتراكي العمالي الإسباني، وهو جزء من حزب الاشتراكيين الأوروبيين.
انتُخبت تيريزا رييرا في برلمان جزر البليار في عام 1989 ثم إلى البرلمان الوطني في عام 1996 كنائب عن جزر البليار حتى عام 2004.
خلال فترة وجودها في البرلمان الأوروبي، عملت ريرا كمقررة لهيئة البرامج للأبحاث والتطور التكنولوجي Horizon 2020.

## وصلات خارجية
- Ficha en el Parlamento Europeo